# Catalogue van den Bergh

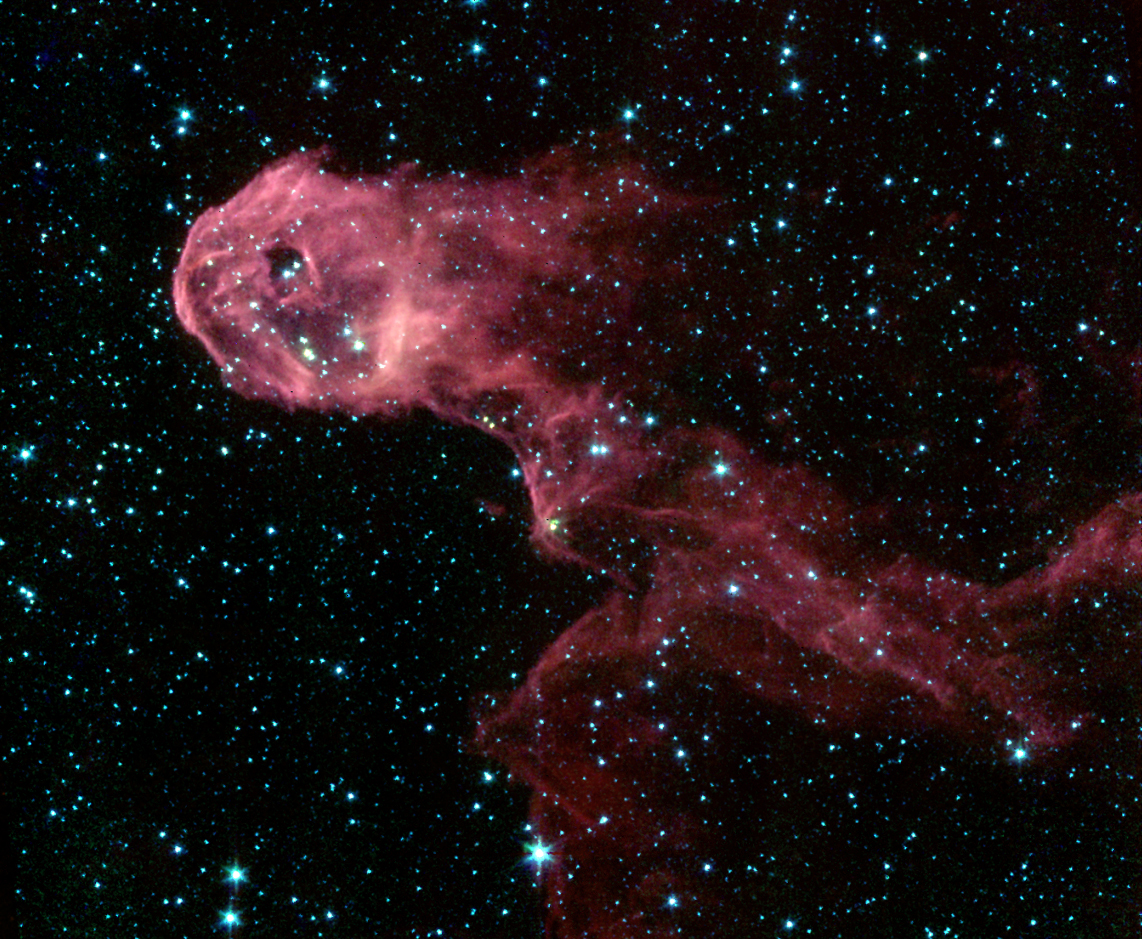
La nébuleuse vdB 142 dans la constellation de Céphée

En astronomie, le Catalogue van den Bergh des nébuleuses par réflexion est un catalogue astronomique qui compte 158 nébuleuses par réflexion. Il a été compilé par Sidney van den Bergh. Ce catalogue répertorie les étoiles des catalogues DM et CD, au nord de 33° de déclinaison sud, entourées de nébuleuse par réflexion et visibles sur les photos en rouge et bleu du Palomar Observatory Sky Survey.
Le symbole utilisé dans les cartes du ciel pour les objets de ce catalogue est vdB suivi de son numéro d'objet. Cependant, comme cela arrive souvent, de nombreux objets ont des appellations multiples, on tend alors à indiquer le nom du catalogue van den Bergh uniquement s'il n'existe pas de dénomination par des catalogues plus connus comme le catalogue Messier (M), le New General Catalogue (NGC) ou l'Index Catalogue (IC).
Les nébuleuses du catalogue les plus proches de nous se trouvent sur la ceinture de Gould et les plus éloignées se situent sur le disque galactique ou sur les bras du Sagittaire et de Persée, à côté du nôtre. Parmi les nébuleuses observées, 13 sont des associations qui coïncident avec certaines associations OB ; d'autres nébuleuses sont éclairées par la lumière que diffuse la Voie lactée. Fait intéressant, car le rayonnement n'est pas exactement sur le plan galactique, mais immédiatement au-dessus et en dessous, cela est dû au fait que sur l'équateur galactique, la lumière est plus atténuée par les nébuleuses obscures.

## Objets importants
- vdB 5 (Sh2-185 - Nuage de γ Cassiopeiae)
- vdB 17 (NGC 1333)
- vdB 21 (Nuage dans Pléiades)
- vdB 34 (IC 405)
- vdB 52 (NGC 2023)
- vdB 59 (M78)
- vdB 60 (NGC 2071)
- vdB 66 (NGC 2149)
- vdB 139 (NGC 7023)
- vdB 140 (dans le complexe de Céphée)
- vdB 142 (dans le complexe de Céphée)